# Atlatl Cauac
Átlatl Cauac (Spjutkastande ugglan), född på 300-talet i  Teotihuacán och död den 9 juni 439 i Monte Albán, var en trolig härskare i  Teotihuacán från 4 maj 374, enligt inskrifter på stelar i Tikal. I den rollen ansvarade han  för att ha introducerat Teotihuacán-relaterade kulturella karaktärsdrag i Maya-regionen.

## Namnet
"Spjutkastande ugglan" är det namn som arkeologerna hittade på för att beskriva visuella intrycket av en spjuthållande ugglesymbol av Teotihuacanskt ursprung stiliserad som ett par maya glyfer som ofta används för att återge hans namn. Själva symbolerna är inte läsbara i mayaskrift, även om de infogas bland eljest normala glyfer.
I Tikal förekommer dock namnet en gång skrivet som en vanlig sammansatt mayaglyf. Denna kan läsas ut som Jatz'om Kuh, med betydelsen "uggla som kommer att slå".
Ett flertal logografer eller glyfer som avbildar en uggla och en spjutkastare, finns dokumenterade i Teotihuacan och i Tikal, Uaxactun, Yaxchilan och Tonina. De kan syfta på  samma individ eller ha någon annan symbolisk betydelse.

## Biografisk not
Mayainskriptioner på flera fyndplatser beskriver hur beväpnade främlingar från väst anländer i slutet på 300-talet och är avbildade i  utrustning av Teotihuacan-snitt. Deras ankomster knöt an till omfattande förändringar av det politiska ledarskapet vid flera orter..